# Snot (рэпер)
Эди Эдуард (родился 16 декабря 1997), более известный как Snot (стилизовано как $NOT) — американский рэпер, певец и автор песен. Родился в Нью-Йорке, но  переехал в Уэст-Палм-Бич в возрасте семи лет, где начал выкладывать свои песни на SoundCloud в 2016. Snot стал популярным после выпуска прорывного сингла  «Gosha» в сентябре 2018 года.

## Ранняя жизнь
Эдуард родился в Бруклине, Нью-Йорк и переехал в Уэст-Палм-Бич, Флорида, в возрасте 7 лет. В начале 2016 года он начал свою музыкальную карьеру на Soundcloud. В сентябре 2018 года он выпустит сингл «Gosha», который выведет его на рэп-сцену и даст толчок его популярности в СМИ.

## Карьера

### 2017: Начало карьеры
Snot начал свою музыкальную карьеру в 2016 году, когда учился в старшей школе. Он слушал таких исполнителей как Xavier Wulf, Bones, Yung Lean, Лил Уэйн, Tyler, the Creator и группу Three 6 Mafia. Его друг Wetback Manny уже выкладывал треки на SoundCloud, он помог Snot с записью песен.

### 2018–2019: The Tissue Files
24 апреля 2018 года Snot самостоятельно выпустил свой дебютный мини-альбом The Tissue Files. 7 сентября 2018 года был выпущен сингл «Gosha», спродюсированный YZ.
Сингл Snot «Billy Boy» был показан в пилотном эпизоде американской подростковой драмы HBO «Эйфория».

### 2020–наст. время: - Tragedy +, Beautiful Havoc и Ethereal
После успеха своих синглов «Gosha» и «Megan» Snot подписал контракт с 300 Entertainment. 6 марта 2020 года он выпустил свой дебютный студийный альбом - Tragedy +.
24 сентября 2020 года Snot выпустил «Revenge», первый сингл со своего второго альбома, вместе с видеоклипом, снятым Коулом Беннеттом. Песня «Mean» совместно с Flo Milli вышла 15 октября 2020 года в сопровождении еще одного музыкального видео Коула Беннета. 30 октября 2020 года Snot выпустил свой второй студийный альбом Beautiful Havoc на лейбле 300 Entertainment. Он занял 172-е место в чарте Billboard 200.
9 апреля 2021 года Snot выпустили сингл «Whipski», в котором принял участие рэпер и певец Lil Skies. Она стала первой песней Snot, попавшей в крупный чарт, заняв 25-е место в Bubbling Under Hot 100. 27 мая 2021 года он совместно с рэпером Cochise выпустили песню «Tell Em». Это первый сингл Cochise и Snot, который попал в Billboard Hot 100, достигнув 64-й позиции.

## Дискография

### Студийный альбом
| Название        | Детали                                                                                        | Высшая позиция в чарте |
| Название        | Детали                                                                                        | US                     |
| --------------- | --------------------------------------------------------------------------------------------- | ---------------------- |
| - Tragedy +     | - Выпущен: 6 марта 2020 - Лейбл: 300 - Форматы: Цифровая загрузка, стриминг                   | —                      |
| Beautiful Havoc | - Выпущен: 30 октября 2020 - Лейбл: 300 - Форматы: Цифровая загрузка, стриминг, грампластинка | 172                    |
| Ethereal        | - Выпущен: 11 февраля 2022 - Лейбл: 300                                                       | 66                     |

### Мини-альбомы
| Название         | Детали                                                                               |
| ---------------- | ------------------------------------------------------------------------------------ |
| The Tissue Files | - Выпущен: 27 апреля 2018 - Лейбл: Вне лейбла - Форматы: Цифровая загрузка, стриминг |

### Синглы
| «Stamina»                                                                           | 2018 | —  | —  | —  | —  |                    | Внеальбомные синглы |
| «Lovely» (при участии SUS Valentino)                                                | 2018 | —  | —  | —  | —  |                    | Внеальбомные синглы |
| «Gucci»                                                                             | 2018 | —  | —  | —  | —  |                    | Внеальбомные синглы |
| «Seven Corps»                                                                       | 2018 | —  | —  | —  | —  |                    | Внеальбомные синглы |
| «Pull Up»                                                                           | 2018 | —  | —  | —  | —  |                    | Внеальбомные синглы |
| «Champion»                                                                          | 2018 | —  | —  | —  | —  |                    | Внеальбомные синглы |
| «Kill Me Bitch»                                                                     | 2018 | —  | —  | —  | —  |                    | Внеальбомные синглы |
| «Vintage Dior»                                                                      | 2018 | —  | —  | —  | —  |                    | Внеальбомные синглы |
| «Gosha»                                                                             | 2018 | —  | —  | —  | —  | - RIAA: Золотой    | - Tragedy +         |
| «Drip»                                                                              | 2018 | —  | —  | —  | —  |                    | Внеальбомные синглы |
| «Northface»                                                                         | 2018 | —  | —  | —  | —  |                    | Внеальбомные синглы |
| «Motorola»                                                                          | 2018 | —  | —  | —  | —  |                    | Внеальбомные синглы |
| «Billy Boy»                                                                         | 2019 | —  | —  | —  | —  |                    | Внеальбомные синглы |
| «Xanax Flies»                                                                       | 2019 | —  | —  | —  | —  |                    | Внеальбомные синглы |
| «Megan»                                                                             | 2019 | —  | —  | —  | —  |                    | - Tragedy +         |
| «Vision» (при участии Lil Tracy)                                                    | 2019 | —  | —  | —  | —  |                    | Внеальбомный сингл  |
| «Beretta» (при участии Wifisfuneral)                                                | 2019 | —  | —  | —  | —  |                    | - Tragedy +         |
| «Moon & Stars» (при участии Maggie Lindemann)                                       | 2020 | —  | —  | —  | —  | - RIAA: Золотой    | - Tragedy +         |
| «Human» (при участии Night Lovell)                                                  | 2020 | —  | —  | —  | —  |                    | Внеальбомные синглы |
| «Can You Help Me»                                                                   | 2020 | —  | —  | —  | —  |                    | Внеальбомные синглы |
| «Revenge»                                                                           | 2020 | —  | —  | —  | —  |                    | Beautiful Havoc     |
| «Mean» (совместно с Flo Milli)                                                      | 2020 | —  | —  | —  | —  |                    | Beautiful Havoc     |
| «Sangria» (при участии Дензела Кари)                                                | 2020 | —  | —  | —  | —  |                    | Beautiful Havoc     |
| «Whipski» (при участии Lil Skies и Internet Money)                                  | 2021 | —  | —  | 13 | —  |                    | Внеальбомный сингл  |
| «Tell Em» (совместно с Cochise)                                                     | 2021 | 64 | 51 | 1  | 99 | - RIAA: Платиновый | TBA                 |
| «Red»                                                                               | 2021 | —  | —  | 29 | —  |                    | Внеальбомный сингл  |
| «Go»                                                                                | 2021 | —  | —  | —  | —  |                    | Ethereal            |
| «Doja»(совместно с ASAP Rocky)                                                      | 2022 | —  | —  | —  | —  |                    | Ethereal            |
| «—» означает, что запись не попала в чарты или не была выпущена на этой территории. |      |    |    |    |    |                    |                     |

### Комментарии
1. ↑  Эксклюзив для SoundCloud.
2. ↑  "Whipski" не попал в чарт Billboard Hot 100, но достиг 25 в Bubbling Under Hot 100[25].